# 郁久閭醜奴
郁久閭 醜奴（漢音：いくきゅうりょ しゅうど、拼音：Yùjiŭlǘ Chŏunú、？ - 520年）は、柔然の可汗。伏図の子。可汗号は豆羅伏跋豆伐可汗（とうらふくばつとうはつかがん）といい、“彰制可汗”（制度を明らかにする可汗）という意味である。

## 生涯
始平3年（508年）、伏図が高車との戦いで戦死すると、子の醜奴が立って豆羅伏跋豆伐可汗と号し、称元して建昌元年とした。伏図が死んだことにより、今まで柔然に服属していた高昌王の麴嘉は、柔然に背いて高車に臣従する。
建昌4年（511年）9月、醜奴は沙門の洪宣を北魏に派遣して珠玉の像を献上させた。
建昌7年（514年）10月、北魏の宣武帝は驍騎将軍の馬義舒を醜奴への使者としたが、馬義舒が出立するまえに崩御したので、使者の派遣は取り止めることとなった。
建昌8年（515年）2月、柔然は南朝の梁に遣使朝貢した。7月、柔然は俟斤（イルキン：官名）の尉比建を北魏に遣わして朝貢した。
建昌9年（516年）、醜奴は西の高車を征討してこれを大破し、高車王の弥俄突を捕らえて殺害した。柔然は反逆した者を全て併呑し、再び強盛となった。この頃柔然は初めて城郭を築き、木末城と命名した。8月、柔然は梁に遣使朝献した。
建昌10年（517年）12月、柔然は再び俟斤の尉比建と紇奚勿六跋・鞏顧礼らを北魏に遣わして朝貢した。柔然はこの時、北魏と対等の礼で接したため、今まで同様北魏に相手にされないところであったが、北魏の朝儀で漢と匈奴の故事に依ったため、北魏から初めて返答が返ってきた。
建昌11年（518年）2月、北魏の孝明帝が顕陽殿に臨御し、柔然の鞏顧礼ら20人を殿下に招くと、中書舎人の徐紇に詔を伝えさせ、「蠕蠕（北魏での柔然の呼称）には蕃国の礼が備わっていない」と譴責した。
建昌12年（519年）11月、柔然の莫允部の梁賀俟豆が男女700人を引き連れて北魏に投降した。
即位当初、醜奴は巫女の是豆渾地万を聖女と称し、娶って可賀敦（かかとん：皇后）とした。前夫の屋引副升牟には爵位を授け、3千頭の牛・馬・羊を賜った。是豆渾地万は邪法を身に付けており、また容姿も美しかったので、醜奴は彼女を非常に寵愛し、その発言を信用して、柔然の国政を混乱させていった。そのため建昌13年（520年）、遂に醜奴の母である侯呂陵氏は莫何去汾（ばくかきょふん：官名）の李具列らに是豆渾地万を絞殺させた。すると醜奴は怒って、李具列らを誅殺しようとした。しかし、高車の阿伏至羅が柔然に侵攻してきたので、醜奴は阿伏至羅を攻撃したが、柔然軍は敗れて帰還し、醜奴は母と大臣に殺された。

## 妻子
- 可賀敦
  - 是豆渾地万
- 子
  - 祖恵

## 参考資料
- 『魏書』（列伝第九十一 蠕蠕）
- 『北史』（列伝第八十六 蠕蠕）